# Lampropeltis micropholis
Espèce
Synonymes
- Lampropeltis triangulum micropholis Cope, 1860
- Lampropeltis triangulum gaigae Dunn, 1937
- Lampropeltis triangulum andesiana Williams, 1978

Lampropeltis micropholis est une espèce de serpents de la famille des Colubridae.

## Répartition
Cette espèce se rencontre :
- au Costa Rica ;
- au Panama ;
- en Colombie ;
- en Équateur.

Sa présence est incertaine au Venezuela.

## Publication originale
- Cope, 1861 "1860" : Catalogue of the Colubridae in the Museum of the Academy of Natural Sciences of Philadelphia, with notes and descriptions of new species. Part 2. Proceedings of the Academy of Natural Sciences of Philadelphia, vol. 12, p. 241-266 (texte intégral).